# Gunther Building
Le Gunther Building est un bâtiment historique situé au 469 Broome Street à l'angle de Greene Street dans le quartier SoHo de Manhattan, à New York.

## Description et histoire
Le bâtiment a été conçu par Griffith Thomas en 1871 et achevé en 1871 ou 1872 ,. Il est conçu dans l'architecture en fonte de son époque, qui est courante dans le secteur, mais se distingue de ses voisins par sa façade d'un blanc éclatant, ses colonnes corinthiennes richement décorées et son coin d'angle en verre incurvé  . Construit pour William Gunther, un fourreur important du XIXe siècle, le bâtiment était à l'origine utilisé comme entrepôt pour les textiles et les fourrures. Aujourd'hui, il est principalement utilisé par les artistes et les architectes  .
Le bâtiment est répertorié comme contribuant au quartier historique de SoHo-Cast Iron et a été ajouté au registre national des lieux historiques en 1978.
En 2001, Beyhan Karahan and Associates a achevé un projet de cinq ans pour restaurer la façade du bâtiment .